# بيرني كراوز
بيرني كراوز (بالإنجليزية: Bernie Krause)‏ هو موسيقي أمريكي، ولد في 8 ديسمبر 1938 في ديترويت في الولايات المتحدة.

## وصلات خارجية
- بيرني كراوز على موقع IMDb (الإنجليزية)
- بيرني كراوز على موقع ميوزك برينز (الإنجليزية)
- بيرني كراوز على موقع إن إن دي بي (الإنجليزية)
- بيرني كراوز على موقع ديسكوغز (الإنجليزية)